# Фернандо Айенде Наваро
Фернандо Айенде Наваро (на испански: Fernando Allende Navarro) е чилийски психиатър и първия чилийски психоаналитик.

## Биография
Роден е през 1890 година в Консепсион, Чили. Започва да учи медицина в Белгия и довършва доктората си в Швейцария през 1919 г. След това специализира психиатрия и неврология при Константин фон Монаков, Херман Роршах и Вераго. След като завършва започва психоаналитичното си обучение в Швейцария, където става член на Швейцарското психоаналитично общество и Парижкото психоаналитично общество. През 1925 г. се завръща в Чили, където пред Чилийския университет представя дисертацията си „El Valor de la psicoanálisis en la policlinica: Contribución a la psicologíaclínica“. Негов анализант е Игнасио Мате-Бланко.
Умира през 1981 година в Чили на 91-годишна възраст.